# Cystopteris millefolia
Cystopteris millefolia là một loài thực vật có mạch trong họ Woodsiaceae. Loài này được Mickel & Tejero mô tả khoa học đầu tiên năm 2004.